# Vichingo-gaelici
I vichingo-gaelici erano un popolo che, per diversi secoli del Medioevo, dominò sulla maggior parte della regione del mare d'Irlanda e della Scozia occidentale come risultanza del sincretismo culturale tra gli invasori scandinavi e i gaelici.
Questa popolazione nacque dalla gaelicizzazione dei coloni vichinghi presenti in Irlanda e Scozia, processo che cominciò agli inizi del IX secolo attraverso matrimoni misti e l'adozione della lingua e dei costumi gaelici. Crearono molti regni, come quelli di Man, di Argyll, di Dublino e di Galloway. Il loro dominio durò fino all'arrivo dei normanni. I signori delle isole, una signoria che durò fino al XVI secolo, come anche altri sovrani gaelici di Scozia e Irlanda, si facevano discendere dai vichingo-gaelici. Questi ultimi sono ricordati come alleati dei figli di Harold Godwinson nelle battaglie combattute contro i normanni tra il 1069 e il 1070.
Gli insediamenti inglesi di questo popolo, che migrò dall'Irlanda, erano concentrati nel nord-ovest dell'Inghilterra, arrivando fino a Lake District, Arnside, Silverdale, Howgill Fells e Yorkshire Dales. Gli insediamenti non furono invece massicci nel Cheshire e non si sa se fossero giunti fino al Dunoting.
Come schiavi, servitori e mogli degli scandinavi, i vichingo-gaelici erano presenti anche in Islanda e nelle isole Fær Øer. Erano chiamati Vestmen, nome che nelle Fær Øer è rimasto nella Vestmanna e in Islanda nel Vestmannaeyjar.

## Etimologia
Il significato di Gall-Goídil è "gaelici stranieri" o "gaelici forestieri" e sebbene in teoria possa indicare un qualsiasi gaelico di origine straniera, è sempre stato usato per indicare i gaelici con una sorta d'identità norrena. Questo termine è soggetto a un'ampia gamma di variazioni a seconda delle differenze cronologiche e geografiche nelle lingue goideliche: es. Gall Gaidel, Gall Gaidhel, Gall Gaidheal, Gall Gaedil, Gall Gaedhil, Gall Gaedhel, Gall Goidel, Gall Ghaedheil, ecc. Il termine moderno in lingua irlandese è Gall-Ghaeil o Gall-Ghaedheil, mentre il gaelico scozzese è Gall-Ghàidheil.
I vichingo-gaelici furono chiamati Ostmen o Austmen, lett. "uomini dell'est", dagli inglesi, un nome conservato in una forma corrotta nell'area di Dublino conosciuta come Oxmantown che deriva da Austmanna-tún, lett. "fattoria degli uomini dell'est". Al contrario, gli islandesi li chiamarono Vestmenn, lett. "Uomini dell'ovest", nome conservato in vari toponimi: es. Vestmannaeyjar (Islanda) e Vestmanna (Fær Øer).
Altri termini per i vichingo-gaelici sono vichingo-irlandesi, iberno-norreni o iberno-scandinavi per quelli in Irlanda e vichingo-scozzesi o scoto-norreni per quelli in Scozia.

## Storia
I vichingo-gaelici ebbero origine nelle colonie vichinghe in Irlanda e Scozia dai discendenti dei matrimoni misti tra gli immigrati norreni e i gaelici. Già nel IX secolo, molti coloni (tranne i norvegesi che si stabilirono in Cumbria) si sposarono con i gaelici nativi e adottarono la lingua gaelica così come molte usanze gaeliche. Molti abbandonarono il loro culto originario degli dei nordici e si convertirono al cristianesimo, cosa che contribuì molto alla gaelicizzazione.
Gli scandinavi gaelicizzati dominarono la regione del Mare d'Irlanda fino all'era normanna del XII secolo. Hanno fondato regni di lunga durata, come i regni di Man, Dublino e Galloway, oltre a prendere il controllo della colonia norrena a York.

### Irlanda

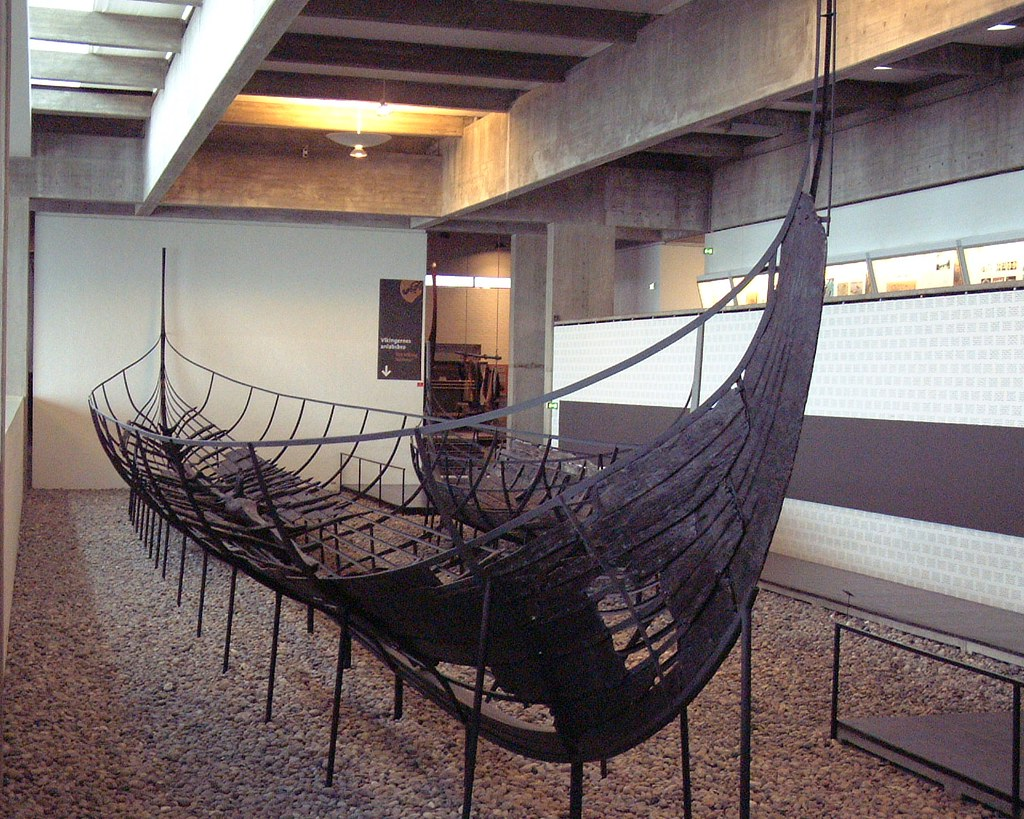
"Skuldelev II", una nave da guerra norrena costruita nei cantieri vichingo-gaelici di Dublino intorno al 1042.

I norvegesi vengono registrati per la prima volta in Irlanda nel 795 quando saccheggiarono l'isola di Lambay. Sporadiche incursioni continuarono poi fino all'832, dopodiché i norreni iniziarono a costruire insediamenti fortificati in tutto il paese. Le incursioni vichinghe continuarono per tutto il X secolo ma la resistenza nei loro confronti aumentò. I norvegesi stabilirono enclave indipendenti a Dublino, Waterford, Wexford, Cork e Limerick, poi arrogatesi il titolo di "regni" (v.si Re di Dublino, Re di Waterford, Re di Limerick, ecc.) che non sopravvissero all'invasione normanna dell'Irlanda (1171) lasciandosi però alle spalle dei centri abitati divenuti le più importanti città dell'isola.
Nel generale contesto dell'insediamento vichingo in Irlanda, spicca l'operato degli Uí Ímair (lett. "discendenti di Ímar/Ívar", Imaridi/Ivaridi in italiano), furono una dinastia inizialmente norrena e poi vichingo-gaelica che regnò sulle terre bagnate dal Mare d'Irlanda (Regno di Dublino, Regno dell'isola di Man e Dalriada, Regno di Northumbria) tra il IX e l'XI secolo.
Il termine "Ostmen" fu usato tra il XII e il XIV secolo dagli anglo-normanni in Irlanda per indicare i vichingo-gaelici che vi abitavano. L'etimo significa letteralmente "uomini dell'Est" ove l'est (dal norreno "austr") indica la Scandinavia. Gli ostmen erano considerati un'etnia distinta dagli inglesi e dagli irlandesi e ricevevano privilegi e diritti non spettanti agli irlandesi. Vivevano in località distinte: es. a Dublino risiedevano fuori dalle mura della città, sulla riva nord del Liffey, a "Ostmentown", un nome che sopravvive ancoroggi in forma corrotta come "Oxmantown", erroneamente ritenuto, tempi addietro, un ghetto in cui i vichingo-gaelici erano stati reclusi dai normanni. Altri gruppi di ostmen vivevano a Limerick e Waterford. Molti erano mercanti o vivevano uno stile di vita in parte rurale, dedicandosi alla pesca, all'artigianato e all'allevamento del bestiame. I loro ruoli nell'economia irlandese li resero sudditi preziosi e la Corona inglese concesse loro speciali protezioni legali che caddero in disuso quando gli ostmen si assimilarono alla comunità dei coloni inglesi nel corso del XIII e XIV secolo.

### Scozia

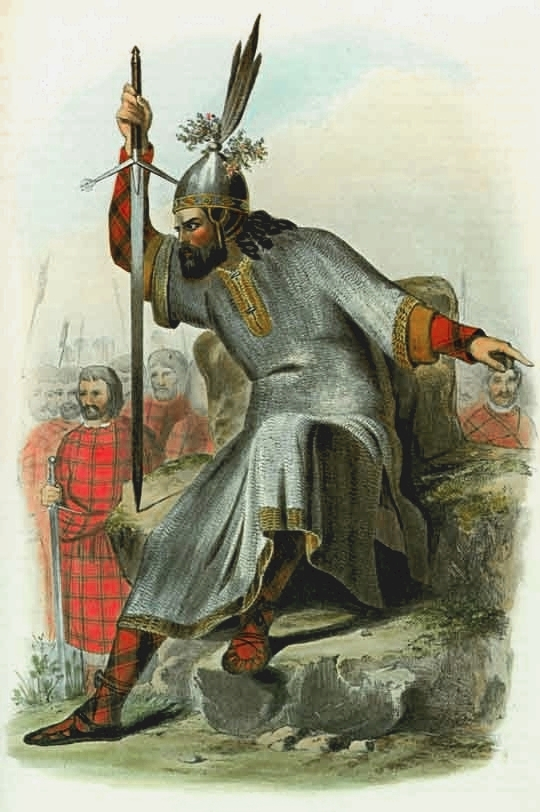
Signore delle Isole vichingo-gaelico del Clan Donald - ill. di Robert Ronald MacIan in.

L'influenza scandinava in Scozia raggiunse probabilmente l'apice a metà del dodicesimo secolo durante il regno di Thorfinn Sigurdsson, conte delle Orcadi, che cercò di creare un'unica unità politica ed ecclesiastica dalle Shetland all'isola di Man. Il dominio stabile degli scandinavi doveva perciò estendersi su circa un quarto della Scozia attuale.
I Signori delle Isole, il cui dominio durò fino al XVI secolo, così come molti altri sovrani gaelici di Scozia e Irlanda, fecero risalire la loro discendenza dagli insediamenti vichingo-gaelici nel nord-ovest della Scozia, concentrati principalmente nelle Ebridi, ancora oggi conosciute in gaelico scozzese come "Innse Gall", lett. "le isole degli stranieri". L'ironia di ciò è che furono una delle ultime roccaforti gaeliche scozzesi.
Il nome del clan McLachlan significa "figlio della terra dei laghi" che si ritiene sia il nome della Norvegia. Ha la sua casa del clan scozzese sul Loch Fyne orientale sotto la foresta di Strathlachlan. Il nome o le relative varianti sono comuni da questa area scozzese medio-meridionale al Donegal irlandese fino all'estremo ovest.
Dalla metà del XIII alla fine del XVI secolo, i clan vichingo-gaelici delle Ebridi e delle Highlands fornirono alla Scozia ed all'Irlanda una élite di mercenari noti come gallowglass. Il loro in Irlanda fu un fattore decisivo nel contenimento dell'invasione anglo-normanna del XII secolo. Le loro truppe rafforzarono la resistenza delle signorie irlandesi. Erano mantenute similmente da signori irlandesi gaelici e Hiberno-Normanni. Perfino il Lord Luogotenente d'Irlanda inglese di solito aveva una compagnia di gallowglass al suo servizio.

### Islanda e Fær Øer
Il Landnámabók registra la presenza in Islanda di papar/culdees (monaci gaelici) prima dell'arrivo dei norreni. Ciò sembra collegarsi ai commenti di Dicuil ed è rafforzato dalle recenti scoperte archeologiche. L'insediamento in Islanda e nelle Fær Øer dei vichinghi comprendeva molti coloni vichingo-gaelici, oltre a schiavi e servitori vari. Erano chiamati "Vestmen" (it. "uomini occidentali") e il nome è conservato a Vestmanna nelle Fær Øer e Vestmannaeyjar al largo della terraferma islandese.
Un certo numero di nomi personali islandesi sono di origine gaelica, tra cui Njáll, Brjánn, Kjartan e Kormákur (da Niall, Brian, Muircheartach e Cormac). Patreksfjörður, un villaggio islandese, prende il nome da San Patrizio. Esistono poi numerosi toponimi includenti il nome "papar" in Islanda e nelle Fær Øer.
Secondo alcune prove circostanziali, Grímur Kamban, considerato il fondatore delle Fær Øer norvegesi, potrebbe essere stato un vichingo-gaelico:
((EN) Liv Kjørsvik Schei e Gunnie Moberg, The Faroe Islands, Birlinn, 2003.)

## Presunto impatto sulla mitologia celtica
Lo storico tedesco Heinrich Zimmer, nel 1891, suggerì che il Ciclo dei Fianna della mitologia irlandese provenisse dall'eredità dei vichingo-gaelici, suggerendo che il nome "fianna" fosse una traduzione irlandese dell'antico norreno "fiandr", lett. "nemici", e ha sostenuto che questo è passato da "nemici coraggiosi" a "guerrieri coraggiosi". Ha anche notato che il pollice della conoscenza di Finn è simile al racconto norreno Fáfnismál. Il linguista Ranko Matasović, autore del Etymological Dictionary of Proto-Celtic, fa derivare il nome "fíanna" dal proto-celtico *wēnā, it. "truppa", mentre il linguista Kim McCone lo fa derivare dal proto-celtico *wēnnā, it. "quelli selvaggi".

## Lascito culturale
Ancora oggi, molti cognomi particolarmente legati al Gaeldom sono di origine norrena, specialmente nelle Ebridi e nell'Isola di Man. Diverse parole di lingua norrena influenzarono anche l'anglo-scozzese moderno e il gaelico scozzese, come bairn ("bambino") dall'etimo norreno correlato, barn, parola ancora usata in Danimarca, Norvegia, Svezia e Islanda.

### Cognomi
| Gaelico                                                                  | Anglicizzato                                                                                             | "Figlio di-" |
| ------------------------------------------------------------------------ | --- | ------------ |
| Mac Asgaill                                                              | MacAskill, McCaskill, Castell, Caistell                                                                  | Áskell       |
| Mac Amhlaibh (confuso con il gaelico "Mac Amhlaidh" o "Mac Amhalghaidh") | MacAulay, MacAuliffe, Cowley, Cawley, MacCamley, McCamley, Kewley                                        | Óláf         |
| Mac Corcadail                                                            | McCorquodale, Clan McCorquodale, Corkill, Corkhill, Corkell, McCorkindale, McCorkle, McQuorkell, McOrkil | Þorketill    |
| Mac Coitir                                                               | Cotter, MacCotter, Cottier                                                                               | Óttar        |
| Mac DubhGhaill, Ó DubhGhaill,                                            | Doyle, McDowell, MacDougal                                                                               | Dubgall      |
| Mac Ìomhair                                                              | MacIver, Clan MacIver, MacIvor, MacGyver, McKeever                                                       | Ívar         |
| Mac Raghnall                                                             | Crellin, Crennel                                                                                         | Rögnvald     |
| Mac Shitrig                                                              | MacKitrick, McKittrick                                                                                   | Sigtrygg     |
| Mac Leòid                                                                | MacLeod                                                                                                  | Ljótr        |

### Nomi di battesimo
| Gaelico                                                    | Anglicizzato                                   | Norreno              |
| ---------------------------------------------------------- | ---------------------------------------------- | -------------------- |
| Amhlaibh (confuso con il gaelico "Amhlaidh"/"Amhalghaidh") | Aulay (Olaf)                                   | Ólaf                 |
| Goraidh                                                    | Gorrie (Godfrey, Godfred), Orree (Isle of Man) | Godfrið              |
| Ìomhar                                                     | Ivor                                           | Ímar/Ívar (Ingvar)   |
| Raghnall                                                   | Ranald (Ronald, Randall, Reginald)             | Rögnvald             |
| Somhairle                                                  | Sorley (o Samuel)                              | Sumarliði (Somerled) |
| Tormod                                                     | Norman                                         | Þormóð               |
| Torcuil                                                    | Torquil                                        | Torkill, Þorketill   |

### Esplicative
1. ↑  (EN) T. M. Charles-Edwards, Wales and the Britons, 350–1064, Oxford University Press, 2013,  p. 573, ISBN 978-0-19-821731-2.
«The Gallgaedil of 12th-century Galloway appear to have been predominantly Gaelic-speakers...remained a people separate from the Scots...Their separateness seems to have been established not by language but by their links with Man, Dublin, and the Innsi Gall, the Hebrides: they were part of a Hiberno-Norse Irish-Sea world»
2. ↑  La forma favorita dalle fonti scozzesi in latino.

### Bibliografiche
1. ↑  Downham 2009.
2. ↑  Ó Corráin 1998.
3. ↑  (EN) Mary Valante, Early People of Britain and Ireland: An Encyclopedia, Volume II, a cura di Christopher A. Snyder, Greenwood Publishing Group, 2008,  pp. 430-31, ISBN 978-1-84645-029-7.
4. ↑  Crawford 1987, pp. 79 e 221.
5. ↑  (EN) J Bannerman, "The Lordship of the Isles", in Scottish Society in the Fifteenth Century, J. M. Brown, 1977.
6. ↑  (EN) James Hunter, Last of the Free: A History of the Highlands and Islands of Scotland, Edimburgo, Mainstream, 2000,  p. 104, ISBN 1-84018-376-4.
7. ↑  (EN) Brian M. Scott, Old Norse Forms of Early Irish Names, su ellipsis.cx, 2003. URL consultato il 22 settembre 2021.
8. ↑  (DE) Heinrich Zimmer, Keltische Beiträge III, in Zeitschrift für deutsches Alterthum und deutsche Litteratur, Weidmannsche Buchhandlung, 1891,  pp. 15ff.
9. ↑  Scowcroft 1995, p. 154.
10. ↑  (EN) Robert D Scott, The thumb of knowledge in legends of Finn, Sigurd, and Taliesin, New York, Institute of French Studies, 1930.
11. ↑  (EN) Ranko Matasović, wēnā, in Etymological Dictionary of Proto-Celtic, Brill Academic Publishers, 2009,  p. 412.
12. ↑  (EN) Kim, The Celts: questions of nomenclature and identity, in Ireland and its Contacts, Università di Losanna, 2013,  p. 26.
13. ↑  (EN) McKittrick Name Meaning and History, su ancestry.com.
14. ↑  (EN) Mcleod Name Meaning and History, su ancestry.com.